# 太平經
《太平經》，又名《太平清領書》，是中國最早的道教經典:69，東漢道教太平道的典籍，170卷，相傳由神人授予方士于吉。在東漢至唐代，《太平經》在道教中有重要地位，是漢末太平道的主要經典，被視為傳達天命的讖書，構成道經「三洞四輔」中的太平部，輯入歷代道藏，宋代以後逐漸為人淡忘。《太平經》詳細記載幾位修道師徒的對答，內容主張學仙修道，輔佐君王，行善積德，調和陰陽，教授「守一」冥想、服食符文等道術，綜合各種道教觀念與神仙方術，以治病袪邪，開創更有系統的神仙理論，成為後世道教思想的基礎之一。現代學者對《太平經》有不同解讀，部份學者認為此經擁護烏托邦式的救世主，或提倡農民革命，亦有學者認為《太平經》代表了地主階級的利益，只追求太平與和諧的世間秩序。

## 歷史
《太平經》面世的背景，與東漢時期道教發展有關。因有疫病流行，當時社會上出現了一批以「符作造書」、「符水咒說以療病」、「教病人叩頭思過」等方法感召民眾的巫覡方士，他們組成教團，並開始制定經典文獻，以作為信仰者的規矩。這類經典文獻包括《老子想爾注》、《周易參同契》、《千二百官儀》及《太平經》等:347。
范晔《后汉书》言順帝時（126年—144年），琅邪人宮崇獻上其师于吉的神书《太平清領書》給朝廷。唐人李贤注曰：“神書即今道家《太平經》也”:81-82。熊德基认为《太平清領書》原本名《太平經》，因书中说：“吾书中善者悉使青首而丹目”，后人便说是《太平清領道》或《太平清領書》:13。
班固《汉书》说西汉成帝时，齐人甘忠写《天官历》、《包元太平经》12卷:65-66。其书与《太平經》皆流传齐地。湯用彤、蒙文通认为《太平經》即袭《包元太平经》:65-66。刘茜、朴基成认为《太平经》中的《师策文》存于《包元太平经》，也是建平四年（公元前3年）民众祭祀西王母的符咒文。
《太平经复文序》与唐人王悬河《三洞朱囊》引《神仙传》皆言帛和傳授書給于吉，于吉擴寫成《太平經》:83-84。王明、陈卫星认为此事与《复文序》中的传书谱系皆不可信:199。
其後，襄楷兩次向朝廷呈上《太平經》，第二次在桓帝延熹九年（166年），希望拯救天下的危亂。朝廷皆未用此书，只是将其收藏。但《太平經》还在流传，張角得之，借此招聚信眾，創立太平道:156-157。
六朝時，《太平經》在道教中有一定地位，天師道認為，《太平經》乃老子所作，傳授給于吉:232。道士宣傳，《太平經》是聖王之書，能施行其法，將消災解禍，天下太平:9-10。梁代道士編集道經，把《太平經》列為道教七部經書中的其中一部「太平部」，與上清經、靈寶經等合組成「三洞四輔」的道經分類結構，但修習《太平經》的道士並不多，南朝時，僅有個別道士特加習誦，如南齊時的褚伯玉、梁朝的桓闓、陳朝時的周智響:241-242、235-236。六朝晚期，《太平經》逐渐散落:278-279。周智響入山尋得《太平經》，上呈予陳宣帝，陳宣帝即改年號為「太平」:276。
唐代書籍多有徵引《太平經》:239；唐末道士閭丘方遠撮錄《太平經》，輯成《太平經鈔》，與原書一樣以天干分為甲至癸10部。明代《正統道藏》中，《太平經鈔》編次有誤，甲部並非來自《太平經》，癸部卻來自《太平經》甲部:89。
《太平經》漸為人淡忘，以致《正統道藏》误以《太平經鈔》为《太平經》的一部分:52。明代《太平經》殘存57卷126篇，收入《正統道藏》「太平部」，僅及原書三份一:84、89。王明根據《道藏》殘本與《太平經鈔》，校訂為《太平經合校》，成為最佳版本。此外，簡體排印標點本尚有于平主編《道家十三經》所收《太平經》、楊寄林譯注《太平經》等本子。

## 結構與文體
《太平經》分甲、乙、丙、丁、戊、己、庚、辛、壬、癸十部，每部17卷，共170卷。南朝末年，道士在其前後加上了兩篇序文:84、110。敦煌文獻S4226中有全書總目366篇（遗落5篇）、前言与后记:215。《太平經》文辭樸實粗鄙，平鋪直敘:59、65。施舟人、傅飛嵐认为文中的长篇大论是周智響所添，原文本是精准的论述:280。
《太平經》中有插圖和「複文」符:90，即重叠的字:68。
张鲁君、韩吉绍认为書中的《乘云驾龙图》、《东壁图》、《西壁图》是明代的风格。
書中有三種文體：一是「說教體」（或「散文體」），以散文和四言韻文為主，這部份可能就是天師所授的道書；二是「會話體」（或「对話體」），是真人、天師（或仙人）與天君之間的對話；三是「問答體」，佔全書篇幅三份二，屬全書主體，是真人與天師的問答記錄，每篇首尾完整:89-90、102。林富士认为「說教體」由天师之師与天师所创，「會話體」由天师之師所创，「問答體」由天师与真人所创。多人将其汇集，后由南朝人攥写成书:230。
熊德基则认为「說教體」先出，「會話體」仿之。「問答體」最晚出，是襄楷延熹八年（165年）所作，因为书云“乙巳而出”，乙巳即延熹八年，应是襄楷见桓帝在此年祭祀黄老后所作。《后汉书》中襄楷疏的思想亦与「問答體」相似。今「問答體」43残卷即葛洪《抱朴子·遐览篇》中的“《太平经》五十卷”。后因文中有“洞极”之词，被人以为是《太平洞极经》，如萧梁人孟安排《道教义樞》言《太平洞极经》144卷，卷实为篇。:9-13「散文體」与「对話體」为干吉、宫崇等所写，即《遐览篇》中的“《甲乙经》一百七十卷”。后二书佚失，梁至唐时三种文體的残篇又被拼凑为170卷。:14-15
《太平經》文中有汉代概念、说辞，湯用彤从而认为今本《太平經》是汉代书籍:65。王明认为《太平經》撰於东汉安、顺帝时:108，由于吉、宫崇、襄楷多人编篡而成:198-200。
施舟人、傅飛嵐按《笑道论》与《玄门大义》，认为南朝时，干吉本《太平經》亡佚:278-279，《太平經》的天师道版本《太平洞极经》也只有残篇存留。今本《太平經》即周智響用《太平洞极经》所扩张的，但其保留了汉代的思想:277,280。福井康顺则认为今本《太平經》无汉代的内容:208。

## 思想內容

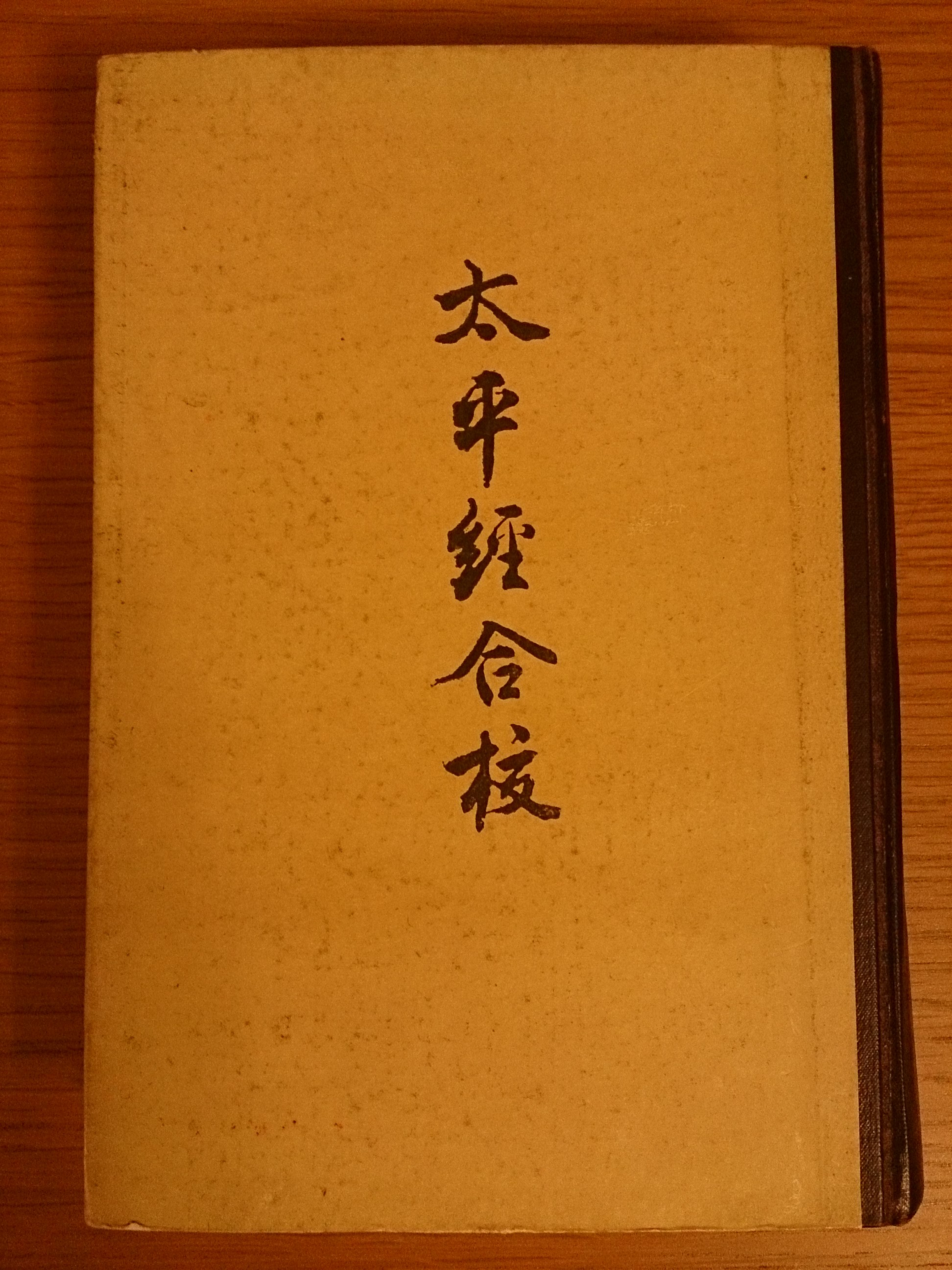
王明《太平經合校》封面

### 人物
《太平經》中，有六位隱居避世的「真人」，其中發言最多的一位叫「純」。六真人的師傅是「天師」，自稱是上天派遣，為天下解除災厄，希望傳授道書予帝王，但不受理，遂遊走各處，尋找可以授道的弟子，一直不合意，直至與真人相遇，覺得真人求道誠摯，德行日進，於是授其道法，並交予要訣之文，要真人自行研究和修練。天師往往授與真人道書，令其回家研讀修練，之後真人再往天師處請教；有時天師也會主動發問，測試真人的道行。有時真人會質疑甚至反駁天師，激怒天師，受到斥責。天師有時會批評流傳世間的各種書文，談論政治及社會狀況和天災人禍，並請真人為他在世間傳佈道書；真人則請求天師多加解說，詢問道書的價值。最後天師離去，繼續傳教和尋覓弟子:91-93、105。

### 治身治國
《太平經》主旨在於闡述治身和治國之道，希望修道之士和有德之君，能奉行經中教義，使天下太平，人民長壽安康，解決當時動蕩和瘟疫橫行的社會危機。其中，治身之道，根據修練者的資質和稟賦，可以發揮治病、長壽及成仙三個不層次的功效:64-65。治身為治國之本，精研治身之道，能除盡天地萬物的災厄，其次再修治國之道，除去災禍而致太平。這種「身國並治」的觀念，符合漢代的典型思維:99、112。《太平經》的終極關懷，在於治國平天下，治身之術也要為了治國的目的，可說是政治性作品。道書道法，都要上獻帝王，以助治國。書中天師把改革社會、消除災厄、教化世人的最終希望，都寄託在帝王身上:111。有些神仙完全不理凡塵之事，也有神仙會重返人間，幫助帝王治理天下:252、227。君王之治須取法上天，天師正是宣達天命之人，因此要接受天師之教:92。治國的要訣，是使元氣調和，天地人都和順而不背逆，然後天下太平，王者亦可長生:60。傳授道書，可解除帝王與百姓的「承負」之災，使國家長治久安，人民長壽。因此《太平經》並非典型道書，對象並非一般道士或信眾:100-101、111。

### 仙與鬼
《太平經》構想的天界，其實是當時漢朝政府的翻版，仙界有官府組織，神仙之間有品級之分，臣屬於天君，按天君旨意行事，各司其職，有考課制度，犯錯要受處分，凡人升仙前，要受「保人」仙人的教導，升仙後若犯錯，或無才無德，保人也會連帶受罰。這種保人制度，相當於漢代政制中察舉制度。《太平經》認為人的終極目標應是追求成仙:229-230、239、217，但又有精英主義色彩，指出只有極少數有「天命」的才能成仙。《太平經》亦有命定論色彩，能否成為神仙，主要視乎天命以及個人資質，有天命又有資質的才可以成仙；人是不知道自己有沒有天命的，只有努力學道和行善，這種觀念與基督新教喀爾文派的上帝預選說相似。有天命的人，未出生前姓名就已著錄於仙府的「錄籍」中；昇天時日來臨時，會有天神和一位「保人」下降，教導他變形法術，授與仙藥，傳授天界的知識與戒條，年月已滿後才帶往天上:251、232-233、239。沒有天命的人，如果行善積德，也有一絲機會成為神仙，得到上天的同情和恩賜；他可以先成為長壽之人，名字從「死籍」轉移到「壽曹」，天界仙府中若有官職空缺，就能「補缺」成仙，因此個人自由意志和自我抉擇也是重要的:251、237-238、217。
《太平經》指出世間鬼神會作祟，降禍於人，使人生病。不過，鬼神不會無緣無故害人，只是因為人有罪惡過失，上天才會派遣他們來懲罰世人。天地隨時隨地都有鬼神監視人的一舉一動，人的體內也有鬼神常駐。其中最重要的是五臟神，如果人有邪念，行為失當，五臟神會向天廷稟告，上天會使派鬼物入侵人體。每個人都有多個「身神」，主要部位和器官如頭腹、四肢、五臟，都有神駐守，如果神離開身體，人就會生病，例如肝神離去會使人「目不明」。人有惡念，胡言亂語，喜怒無常，就會「神遊於外」，導致外邪入侵，使人中邪:67-68。

### 道法與疾病

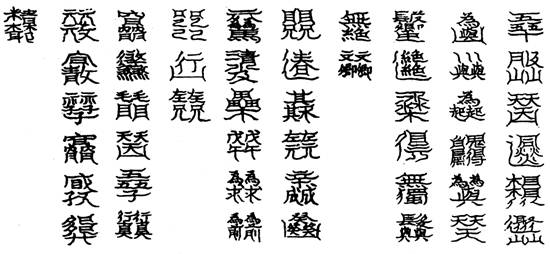
《太平經》中的符「複文」

《太平經》認為，升仙基本上不能學習而得的，凡人也不能煉製仙藥，奇方異藥只可延年益壽；《太平經》主要提倡的道術是冥想法「守一」，是修道者必學之法:240、242。「守一思神」之法，可以「還神」，乃在戶內懸掛五臟神像，沉思冥想，齋戒燒香，四時五行之氣進入人體，成為「五臟神」，為人治病:169:232。冥想時可與五臟神交談，若讓五臟神離體，會上天控告人的罪行:294、300。《太平經》另一修道之法，稱為「內視」，教人閉目內觀冥想，調理體內陰陽，此法可以追溯到《莊子》一書:55。為了治病，《太平經》除了教人「守一思神」，也教導人行善積德、施行良政、祭祀禱告、吞食符文、唸誦呪語、服藥針灸、控制飲食:167、170-175。符可以吞服或佩戴，可以治病，去除身中的邪物，也可以使人長壽；辟穀節食，也可以長壽袪病:255、241。
《太平經》認為疾病是多源的，中邪、「神遊於外」離開身體、個人作惡引致鬼神讉責作祟、帝王施政失當，或「承負」他人的惡報都會使人患病:160-165:292。《太平經》相信漢代流行的災異說，認為朝廷施政不當，也會使百姓患病，施行良政則能防治疾病。修身修道出了差錯，政治道德出現問題，都會導致鬼神侵犯而患病:180、176。瘟疫流行，人民多病其中一個原因，源於帝王施政和行為失當，是天地鬼神對帝王的讉責和警告，民間流行的疫病可在政治上找到根源，刑罰太重、貪污腐化，都會使人民患病；疾病流行，也在於「承負」前人的罪過和災害:66，人們做好事，就有正氣，少病長壽；多做壞事就有邪氣，就多病短壽:228。

### 政治與社會
《太平經》主張任用賢才，減輕刑罰，聽取民意，反對剥削，多行救濟:113-115、118、121，政治立場上，維護五行中屬火德的漢朝，強調忠孝之道與尊卑貴賤的秩序，人民必須服從帝王，奴婢則要服從主人，天災人禍主要是臣民而非帝王的罪責:36-40。《太平經》所謂「太平」，是指陰陽和順，國富民安，社會公平無私:110-112。書中多次提及「太平氣」將來臨，大德之君將出現，神人因而下降:59。經中反映了衣食不繼、常有饑荒的民生困難，但沒有實際的經濟政策，只是主張遵從天師教令，上天就會降福，有大豐收。富人要救濟窮人，若聚斂財富，會使天地憤怒，五穀失收:111-113、116-118；另一方面，又斥責窮人懶惰，平民百姓愚昩無知，要接受教晦:45:603。有學者認為《太平經》秉承道家思想，社會思想與《老子》相似:108、112，有學者認為《太平經》期望救世主與烏托邦:227；也有學者認為《太平經》不求救世主，只追求太平時代，對現存政權無所威脅，經中的「太平」並非革命性的平均主義，而是社會等級分明的制度，人人都有適當的出身和職業:22-23。馬列主義史家曾認為《太平經》「揭露社會政治黑暗」，是「農民革命的理論著作」:138:88。这种结论的问题是未能充分理解原文和解释书中支持汉朝的言论:305-306。也有學者認為其實代表了地主階層的利益:46，但是其忽视了其他篇章中的思想:308-309。

### 自然觀
《太平經》瀰漫烏托邦思想，相信在太平之世，萬物各得其所，無一受傷。經文嚮往天、地、人之間和諧與相通的狀態，稱之為「中和」。除了陰陽二氣外，天地間還有第三種「中和之氣」。元氣三分，與日月星、山川平原、父母子、君臣民的關係相對應。中和之氣可以調和陰陽二氣，保存天地相通，使萬物自長。跟劉安《淮南子》、董仲舒《春秋繁露》等漢代著作一樣，《太平經》首要關心天地間的平衡協調，人要保護和發展天地間的中和之氣，維持天地的和諧相通，也要生養萬物，失去中和之氣，天下間就有天災人禍。人類必須敬天順地，大地是萬物之母，不可損害，掘井不可深也不可多，損傷地形深達三尺，就是凶事:228。《太平經》和典型道家思想不同，認為大自然秩序並非自然而生，而是相信天人感應之說，上天有其意志，會降下災異讉責世人罪過，人要減少罪惡，「生養萬物」，以維持天、地、人和諧相通的狀態。男女交合代表的是陽陰合氣，帝王和后妃分別是天與地的精神，帝王從天下諸州各娶女子，與她們交媾，使天之氣與各州地之氣交通，可讓各地及時降雨，化生万物:55。天地萬物都秉受元氣，天地仁愛好生，短壽和災害都是上天的懲罰:59:79。不過，漢代儒家典型的天人感應說，把責任推給帝王一人，《太平經》則認為，官吏、百姓、古代帝王和先人也要分擔一部份責任:66。

### 道德倫理
《太平經》在傳統的報應思想之上，提出「承負」之說，解釋為什麼為惡不須受惡報，為善反而會遭惡報。個人命運與年壽，並非完全由自己的善惡決定:188:594-596。祖宗行事的善惡，會影響子孫，子孫要承受祖先的災厄，甚至會絕嗣。做好事而有惡果，就是承受了祖先的惡報:76。帝王的流澤或遺禍可達三萬年之久，大臣則達三千年，凡人三百年。舊有的報應說認為，報應只限一家一族，「承負」卻可以由天下百姓以至萬事萬物承受:594-596:80。《太平經》譴責的惡行，包括不孝順、侵害好人、誣告他人、劫掠財物、不敬老人、不敬鬼神、厚葬、隨意動土建築:67。有學者認為承負說受佛教因果觀念影響:76:597，也有學者認為承負說建立在民間信仰之上，並非外來觀念:83、90。《太平經》或受佛教影響，認為天道仁慈好生，但反對佛教的行乞，批評僧人捨棄父母，不娶妻而絕後:73-75。男女交合意義重大，可以使天地傳承不絕，使宇宙永恒，是聖人治理國家的要事:56。

## 地位
《太平經》是中國第一部道教經典:227，東漢時地位崇高，是漢末太平道信奉的經書，官府起初批評《太平經》「妖妄不經」，後來漢靈帝卻贊同此經。在六朝和唐代，《太平經》成為道教重要經典之一。南朝道士編集道書，以《太平經》構成道經七部「三洞四輔」中的太平部，以後歷代道藏都收錄此經:82-83、4-5。《太平經》一度被視作讖書，太平道用以發動革命推翻王朝，陳宣帝則奉為聖書，藉以擁護王朝:274、276；一般士大夫則不太重視此書，范曄指《太平經》「以陰陽五行為家，而多巫覡雜語」:1084。《太平經》思想其實並無新意，無創新之處，都是固有觀念，卻能整合各種道教思想與神仙方術，開創一套更有系統的神仙理論:252-253，為太平道奉為主要典籍，太平道治病，教人跪拜認罪「首過」，以符水和咒語治病，都本於《太平經》:66。經中許多觀念，包括上章、首過、身神、承負等，亦為後世道教所承繼:87；經文發展了「存思」與「守一」的冥想法，使道教的冥想法更有系統；經中指出犯錯神仙會被貶下凡，則成為後世謫仙傳說的源頭:242、230。

## 參看
- 于吉
- 太平道
- 天官曆包元太平經
- 三洞四輔十二類

## 外部連結
- 樂愛國. . 北京大學科學史與科學哲學中心. 2004-07-31  [2014-10-25]. （原始内容存档于2014-10-27） （中文（简体））.
- 張超然.  (PDF). 《輔仁宗教研究》. 2008, 17: 167–204  [2014-11-05]. （原始内容 (PDF)存档于2018-01-14） （中文（繁體））.
- Grégoire Espesset.  (PDF). 《中國文化研究所學報》. 2008, 48: 469–486  [2014-10-25]. （原始内容存档 (PDF)于2014-10-27） （英语）.